# Бессонов Олексій Львович
Бессонов Олексій Львович (нар. 17 червня 1981) — український чемпіон з запам'ятовування, рекордсмен Національного реєстру рекордів України, учасник телевізійних шоу талантів, шахіст, рекордсмен книги рекордів Гіннеса, автор навчальних книг.

## Життєпис
Олексій Бессонов народився 17 червня 1981 року в Харкові, Україна. Закінчив Харківський військовий університет і Харківський інститут танкових військ. Брав участь у миротворчій операції ООН в Ліберії, працюючи бортовим перекладачем з англійської мови. Отримав другу вищу освіту в Харківському національному педагогічному університеті та в Харківському політехнічному інституті.

## Досягнення
Олексій Бессонов є призером міжнародних змагань зі складання кубика Рубіка наосліп та здобув чемпіонство України у 2013 році в категорії 4x4.
Окрім цього, у 2020 році встановив національний рекорд із запам'ятовування монет у форматі «орел/решка» і увійшов в реєстр рекордів України. У 2021 році взяв участь у запливі через протоку Босфор, посівши 38-ме місце з результатом 54 хвилини.
Олексій є автором книг про методики вивчення іноземних мов, серед яких «Як вивчати іноземні мови» (2015), «Lingua Book» (2020) та «Часи англійської мови» (2021).

## Телевізійні виступи
Бессонов неодноразово виступав у телевізійних шоу, демонструючи свої унікальні здібності до запам'ятовування. Серед його виступів:
- «Україна має талант» (2014)[10]
- «Суперлюди за межею можливостей, Суперпам'ять» (2016),
- «За живе» на СТБ, де запам'ятав імена ста людей із залу,
- «Дивовижні люди» на каналі «Україна» (2019)[11], де продемонстрував здатність запам'ятовувати 30 текстів, які читали диктори[12].